# マルレーヌ・シアパ
マルレーヌ・シアパ（またはシアッパ、Marlène Schiappa 1982年11月18日- ）は、フランスのブロガー、フェミニスト活動家、政治家。2017年5月17日から2020年7月6日まで、エマニュエル・マクロン政権の女男平等・差別対策担当副大臣を務めた。

## 教育
父親はコルシカ島出身、母親はイタリア系であり、いずれもトロツキストだった。高校卒業後、ソルボンヌ大学で地理学を学んだが、最初の年に大学を中退。コミュニケーション・ニューメディア学の夜学のクラスを取り、グルノーブル大学でコミュニケーションの学士号を取得。19歳の時に結婚し、2児を儲けている。

## 経歴
- 2008年、ブログ「Maman travaille」（ママは働く）を立ち上げる。
- 2014年、3月のル・マン・メトロポール都市共同体議会議員に当選。4月ル・マン市の平等差別担当の副市長[3]。
- 2017年から2020年まで、エマニュエル・マクロン政権の男女平等担当副大臣を務めた。

## 私生活
サピオセクシャル（Sapiosexual）を自認している。